# Phillip Anthony O’Hara
Phillip Anthony O’Hara (* 29. Dezember 1954) ist ein australischer Wirtschaftswissenschaftler.

## Leben und Wirken
Phillip Anthony O’Hara studierte am Western Australian Institute of Technology in Perth und schloss 1976 mit dem Bachelor of Arts in Ökonomie und Geographie ab. 1977 erhielt er an der University of Western Australia das postgraduale Diploma of Education und 1979 an der Murdoch University einen Bachelor of Arts in Ökonomie. Danach war er bis 1980 Forschungsassistent am Department für Industrielle Entwicklung der Regierung von Western Australia und Lecturer für Ökonomie an der University of Technology, Sydney (1980 bis 1982), an der University of New South Wales in Sydney (1983), an der University of Newcastle (1984 bis 1986), an der Charles Sturt University in Bathurst (1987 bis 1988) und an der Business School der Curtin University of Technology in Perth (1988 bis 1994 als Lecturer, 1995 bis 1998 als Senior Lecturer).
1993 graduierte er an der University of Newcastle mit der Arbeit A Critical Analysis of the Reproduction of Institutions Within Capitalism: Integrating Macroinstitutional Themes From Marxist and Institutionalist Political Economy zum Ph.D.
Er war Visiting Scholar an der Katholischen Universität von Amerika (1991), an der California State University (1995), an der Harvard University (1995) und Gastprofessor an der Marquette University (1995), an der University of California, Riverside (1998 bis 1999) und an der Loyola Marymount University (2002).
Von 1998 bis 2001 war er Direktor der Association for Evolutionary Economics und von 1999 bis 2002 Trustee der Association for Social Economics.
An der Curtin University wurde er 1999 Associate Professor und 2004 zum Professor berufen. Zu seinen Arbeitsschwerpunkten gehört die Wirtschaftsgeschichte, insbesondere publiziert er zum Marxismus und zu Thorstein Veblen.
Phillip Anthony O’Hara ist Mitglied der International Association for Feminist Economics, der International Society for Ecological Economics, der European Association for Evolutionary Political Economy, der Union for Radical Political Economics, der australischen Gesellschaft für Geschichte des ökonomischen Denkens und der Association for Social Economics. Er ist Mitherausgeber des Review of Social Economy, des Journal of Economic Issues und des European Journal of the History of Economic Thought.

## Auszeichnungen
- 1998: Clarence Ayres Award der Association for Evolutionary Economics
- 2002: Gunnar Myrdal Prize der European Association for Evolutionary Political Economy für Marx, Veblen and contemporary institutional political economy principles and unstable dynamics of capitalism

## Schriften
- A Critical Analysis of the Reproduction of Institutions Within Capitalism. Integrating Macroinstitutional Themes From Marxist and Institutionalist Political Economy. Dissertation. University of Newcastle 1992, OCLC 249409083.
- Veblen’s Analysis of Business, Industry and the Limits of Capital: An Interpretation and Sympathetic Critique. In: History of Economics Review. 20, 1, 1993, S. 95–119, doi:10.1080/10370196.1993.11733135.
- Capital and Inequality in today’s world. In: Douglas M. Brown (Hrsg.): Thorstein Veblen in the twenty-first century. A commemoration of „The theory of the leisure class“ (1899–1999). Elgar, Cheltenham 1998, ISBN 1-85898-613-3, S. 171–188.
- (Hrsg.): Encyclopedia of political economy. 2 Bände. Routledge, London 1999, ISBN 0-415-15426-X. Band 1: A–K. S. 1–632, ISBN 0-415-18717-6. Band 2: L–Z. S. 633–1302, ISBN 0-415-18718-4.
- Marx, Veblen and contemporary institutional political economy principles and unstable dynamics of capitalism. Elgar, Cheltenham 2000, ISBN 1-85898-067-4.
- The contemporary relevance of Thorstein Veblen’s institutional-evolutionary economics. Curtin University of Technology, School of Economics and Finance, Perth 2000, ISBN 1-86342-879-8.
- (Hrsg.): Global political economy and the wealth of nations. Performance, institutions, problems, and policie. Routledge, London 2004, ISBN 0-415-29653-6.
- Growth and development in the global political economy. Social structures of accumulation and modes of regulation. Routledge, London 2006, ISBN 0-415-29652-8.
- Principle of Circular and Cumulative Causation: Fusing Myrdalian and Kaldorian Growth and Development Dynamics. In: Journal of Economic Issues. 42, 2, 2008, S. 375–387, doi:10.1080/00213624.2008.11507146.